# Nacionalno prvenstvo ZDA 1905
Nacionalno prvenstvo ZDA 1905 v tenisu.

## Moški posamično
Beals Wright :  Holcombe Ward  6-2 6-1 11-9

## Ženske posamično
Elisabeth Moore :  Helen Homans  6-4, 5-7, 6-1

## Moške dvojice
Holcombe Ward /  Beals Wright :  Fred Alexander /  Harold Hackett 6–4, 6–4, 6–4

## Ženske dvojice
Helen Homans /  Carrie Neely :  Marjorie Oberteuffer /  Virginia Maule 6–0, 6–1

## Mešane dvojice
Augusta Schultz /  Clarence Hobart :  Elisabeth Moore /  Edward Dewhurst 6–2, 6–4